# Кенкувка
Кенкувка (пол. Kienkówka) — село в Польщі, у гміні Сточек-Луковський Луківського повіту Люблінського воєводства.
Населення — 276 осіб (2011).
У 1975-1998 роках село належало до Седлецького воєводства.

## Демографія
Демографічна структура станом на 31 березня 2011 року:
|          | Загалом | Допрацездатний вік | Працездатний вік | Постпрацездатний вік |
| -------- | ------- | ------------------ | ---------------- | -------------------- |
| Чоловіки | 137     | 29                 | 88               | 20                   |
| Жінки    | 139     | 25                 | 71               | 43                   |
| Разом    | 276     | 54                 | 159              | 63                   |